# Batase (Khotang)
Batase (nep. बतासे) – gaun wikas samiti we wschodniej części Nepalu w strefie Sagarmatha w dystrykcie Khotang. Według nepalskiego spisu powszechnego z 2001 roku liczył on 767 gospodarstw domowych i 4155 mieszkańców (2132 kobiet i 2023 mężczyzn).